# كيفن مايكل كونولي
كيفن مايكل كونولي (بالإنجليزية: Kevin Connolly)‏ هو مصور أمريكي، ولد في 1985.